# 南通縣
南通县是民國元年（1912年）设置的县，在今江苏省南通市境内，县域覆盖南通市的通州区、崇川区及邻近地区，以及张家港市北部。
1934年时，南通县的县域面积约合2457平方公里。1940年代和中华人民共和国时期，中共政权对县域有过多次调整。1991年1月，划出四个乡镇，新建港闸区。县域面积降低至1637平方公里。1993年2月，撤销南通县、设立通州市（今通州区前身）时，县域面积为1297平方公里:368—369。

## 历史沿革

### 建立初期
清朝时，通州升为通州直隶州，俗称南通州。民国元年（1912年），全国废府州厅改县，今北京市境内的通州改称通县，江苏省境内的通州则改称南通县。1914年6月，属苏常道。1927年，國民革命軍北伐占领南通县。同年，废道，南通县直属江苏省:367。
1933年3月，江苏省分设13个行政督察區，南通县属第七行政督察区，本县县长兼任行政督察专员。后以县名作为行政督察区区名，南通县属南通区。1936年5月，行政督察区复以数字命名，南通县属江苏省第四行政督察区（原南通区）:367。

### 抗日战争期间
1938年3月17日，侵华日军攻占南通县城。江苏省第四区行政督察专员公署（苏四专署）撤退到如皋县的马塘、掘港一带。南通县政府先后撤往金沙镇和北兴桥:367（北兴桥镇已并入今通州区三余镇）。3月27日，日本方面成立组织“南通地方自治临时办事处”。4月27日，改名为“南通县自治会”。中華民國維新政府成立后，南通县自治会改称南通县知事公署。1940年3月30日，汪精卫国民政府成立。4月，汪精衛政權南通县知事公署改名为南通县政府，县知事改称县长。1941年，汪精衛政權的南通县属汪精衛政權的苏北行营第五行政督察区并系汪精衛政權的行政督察专员驻地:367。
1943年1月，汪精卫国民政府在苏州成立苏北清乡主任公署筹备处。3月，在南通县城成立清乡委员会苏北清乡主任公署。汪精衛政權的南通县政府改名为南通县特别区公署，属苏北地区清乡主任公署管辖。苏北清乡主任公署本身受清乡委员会和江苏省政府双重管辖。1944年7月，汪精衛政權南通县属汪精衛政權的江苏省第八行政督察区并系汪精衛政權的行政督察专员驻地。10月，汪精衛政權成立苏北行政区，南通县隶之:367。
中国共产党方面，新四军于1940年10月东进南通，到达如皋县的掘港。11月中旬，召开通如海启各界代表会议，任命梁灵光为南通县县长。此时，国民政府方面任命的南通县县长兼任南通保安旅旅长为何润章。11月24日，在南通县保安旅1团中校团副季莘的配合下，梁灵光在北兴桥（今通州区三余镇）接管南通县政府。11月25日，宣布正式接管南通县政府，扣押何润章。12月1日，召开各区区长会议。梁灵光宣布正式成立南通县抗日民主政府，他本人任县长兼保安旅旅长。原南通县政府人员继续留用，去留听便。南通县抗日民主政府隶属苏北临时行政委员会。实际控制南通县的广大农村地区:368。1941年，成立中共南通县委，周一峰任县委书记。
国民政府方面，行政院于1943年2月成立江苏省特别行政公署，1945年6月撤销。改立淮南行署。南通县随第四行政督察区先后隶之:367。1945年8月，日本投降。9月，南通县政府还驻县城:367。江苏省第四行政督察区专员公署委派县长接收南通城内的汪精衛政權的南通县特别区公署，重建南通县政府。

### 1945年之后
1949年1月，因局势变化，中华民国南通县“县府重要文件已迁往刘海沙”。至2月2日，第一绥靖区南通指挥所指挥官顾锡九等均退至常熟县，南通县政府暨部分地方团队亦移驻常阴沙。2月2日，中共华中军区第九军分区部队及地方党政机关，进入南通城。2月5日，取得南通县全境:771。
新政权在1949年2月初取得南通县全境后，政务由中共南通县委、南通县民主政府主导。南通县民主政府上级机构华中行政办事处(原苏皖边区政府)以南通县城及近郊等地设置南通市。市、县分离。3月10日，中共南通县委进驻金沙镇:676（今金沙街道）。同月，南通县民主政府进驻金沙镇:771。4月21日，撤销华中行政办事处，成立苏北行政公署。南通县隶属于其下的南通行政专员公署（即南通专区的行政机构）。
1950年8月10日，南通县政府正式称南通县人民政府，隶属苏北行政区南通专区。1953年1月，重设江苏省，南通县隶属江苏省南通专区:772。1970年，南通专区改南通地区，仍隶之。1983年时，实行市管县体制，属南通市（地级市）。同年，政社分设，人民公社改为乡，生产大队改为村，生产队改为村民小组。1984年5月，实行镇管村体制。1987年2月，撤销区委、区公所，按原行政区域设9个区工委和指导组。
1991年1月，南通县的陈桥乡、幸福乡、秦灶乡、新开镇和小海镇的6个村划归南通市郊区，即港闸区。此时，南通县县域面积为1637平方公里，人口约为145万。
1992年10月，江苏省人民政府向民政部上报《关于撤销南通县设立江海市的请示》。1993年1月，民政部发出《关于江苏省撤销南通县设立通州市的批复》，正式改为县级通州市。2009年，改为通州区。

## 辖区
民国初年，南通翰墨林书局绘制出版的《南通县境全图》显示，南通县西北部白蒲镇（现属如皋市）及该镇南边、东边一大块均在南通县域内；西南部则有长江南岸的飞地——刘海沙（今张家港市北部区域）；县境东南部自二甲镇始向东，即现在分别归属海门区、启东市的货隆、王浩、正余、包场、刘浩、天汾、吕四、三星、四甲、德胜、树勋、万年、王鲍、海复等镇，直至海边都属于南通县域；县境东北部多为未开垦的处女地。

### 总面积
北洋政府、南京国民政府及汪精衛政权主政时期，南通县辖区基本未有调整。1934年编纂的《江苏省鉴》中，南通县总面积为368万5125市畝，约合2457平方公里:368。1947年，中華民國內政部编撰的《中華民國行政區域簡表》中，县域面积数据相近，为一等县。而在1946年11月，中華民國內政部统计处编印的户口统计数字中，南通县人口为147.97万人:12—13。
抗日战争、第二次国共内战期间，中共政权对南通县辖区有多次调整。中华人民共和国建立后，又对其辖区进行局部调整。1993年撤销南通县，未能再调整通州市辖区面积。1999年底，通州市面积约为1297平方公里:368—369。

### 下辖行政区
自明朝起，南通州辖区除州城外，分为乡和盐场。清朝光绪年间，为六乡、五盐场。宣统二年（1910年），南通州下辖13市、8乡。中华民国元年（1912年），通州改称南通县，行政区未变:62—63。民国九年（1920年），增设三余乡，全县为13市、9乡。民国十八年（1929年），全县22市、乡合并为18个区，以序数排列，区下设镇、乡、闾、邻:63。
民国二十三年（1934年），全县18区并为13区，以序数排列，区下设镇、乡、保、甲。全县各区共辖37镇、288乡:63。
1938年，汪精衛政權南通县知事公署成立后。行政区划沿用原21个市、乡的设置，另加天生港区。共22个区区。1943年4月，汪精衛政權南通县政府改称南通特别区公署后，行政区划改为13个区。同年11月，为强化“清乡”，以南通县东部的五个区：益余区、余东区、吕四区、三余区、余西区，设立通东办事处。南通特别区公署仅管辖剩余8个区:64—65。
南通县被日本攻佔的1940年，在中国共产党领导下，于北兴桥董家仓（今通州区三余镇）接成立南通县抗日民主政府，暂未变更南通县辖区。其后，中国共产党控制南通县的乡村地区，与日伪政权对峙。南通县抗日民主政府多次迁移。至第二次国共内战时期，中共政权对南通县的辖区多有变更:64—66。
1945年8月日本投降后，国民政府派员接收汪精衛政權的南通特区公署，重建南通县政府。1947年5月，南通县政府对全县13个区的所辖乡镇进行较大调整:66。1947年底，国民政府在与中共政权的军事对峙中，优势达到顶点，国军基本占据南通县大小集镇。1948年春，国军丧失军事优势，被迫逐步后撤:68。
1948年9月，中共政权领导的南通县政府辖下，全县共辖7个区、126个乡镇（划归通如行署的除外）。1949年6月，南通县共辖12个区，1个直属镇，191个乡镇，人口近95万:771。
1949年10月，南通县分为12个区，共辖159个乡。有多个乡以烈士命名。其后行政区划有多次调整:68—69。1950年2月，邻近长江南岸的飞地——刘海沙归属常熟县（今属张家港市）。1956年2月至1957年10月间，经过有大规模地并区并乡，全县行政区划为8个区47个乡，3个县属镇，2个区属镇:69—70。后经过多次调整，1966年底，全县分为9个区、59个公社，金沙等5个县属镇:73。
1983年春开始，全县实行政社分设，公社改乡，大队改村。全县分为9个区、60个乡、5个县属镇、1个海洋渔业公社。后经调整，至1992年底，全县为17个镇、32个乡、1个渔港管理委员会、36个居民委员会、884个村民委员会:74。

## 历任领导人
清朝宣统三年（1911年），通州当地响应武昌起义，罢黜清廷委任官员，组成总司令处、民政分府、军政分府。民政长掌握民政分府，管理民政兼司法。中华民国元年1月至2月，孙宝书任民政长。3月至7月，张詧任民政长。8月至12月，田宝荣任民政长。10月，民政分府改称县民政长公署。12月，县民政长公署改为县知事公署，故民政长改称县知事:766—767。
1912年，南通县建县开始，其后历任县官分属北洋政府、國民政府、汪精衛政权、中共政权（中华人民共和国政府）。

### 北洋政府
- 南通县知事[9]:767
  - 田宝荣，民国元年12月至民国二年初
  - 陈　坚，民国二年1月任
  - 储南强，民国二年3月任
  - 吴家禄，民国二年至三年
  - 储南强，民国三年至四年4月
  - 卢鸿钧，民国四年4月至民国六年
  - 瞿鸿宾，民国七年至九年
  - 卢鸿钧，民国十年至十二年
  - 瞿鸿宾，民国十三年至十六年

### 国民政府
- 南通县政府县长[9]:768—769
  - 钟石麟，民国十六年5月至8月
  - 周君轸

### 中共政权

#### 抗日战争时期
- 南通县抗日民主政府县长[9]:770
  - 梁灵光
  - 孙卜菁（代）
  - 顾尔钥

#### 第二次国共内战时期
- 南通县民主政府县长[9]:772
  - 孙卜菁

#### 中华人民共和国时期
- 南通县人民政府县长[9]:774
  - 徐超
  - 赵洪程
  - 蔡春林（代理）
  - 蔡春林
- 南通县人民委员会县长[9]:774
  - 沈汉卿
  - 赵洪程
  - 唐真寿
  - 储骏
  - 郑普
- 南通县革命委员会主任[9]:774—775
  - 王智信
  - 韩金茂（代理）
  - 韩金茂
  - 刘国兴（代理）
  - 刘国兴
  - 姜祝三
  - 黄冰
- 南通县人民政府县长[9]:775
  - 陶景泉
  - 张琛
  - 窦钰（代理）
  - 窦钰
  - 马汉坤，1989年1月起

## 备注
1. ↑  刘海沙是南通县在长江南岸的飛地。刘海沙、常阴沙均在今张家港市境内[6]。
2. ↑  天汾镇已并入新吕四港镇。
3. ↑  《中華民國行政區域簡表》中，提供的南通县辖区面积为“24?6.75”平方公里[11]:12。